# Nasser Al-Mohammed Ahmad Al-Jaber Al-Sabah
Nasser Al-Mohammed Ahmad Al-Jaber Al-Sabah (em árabe: الشيخ  ناصر المحمد الأحمد الجابر الصباح) é um político e diplomata do Kuwait, que foi primeiro-ministro do Kuwait entre 7 de fevereiro de 2005 e 28 de novembro de 2011. Foi investido como líder do governo pelo seu tio, o Emir Sabah Al-Ahmad Al-Yaber Al-Sabah, a quem sucedeu. Antes de ser primeiro-ministro, fora embaixador no Irão e no Afeganistão. Também ocupou o cargo de ministro da Informação, dos Assuntos Sociais e do Emprego, das Relações Externas e ministro da Corte Real.
Tem o curso de ciências políticas e económicas pela Universidade de Genebra, onde estudou de 1960 a 1964..
Fala árabe, inglês, francês e farsi.
| Cargos políticos                                | Cargos políticos                      | Cargos políticos                                 |
| ----------------------------------------------- | ------------------------------------- | ------------------------------------------------ |
| Precedido por: Sabah Al-Ahmad Al-Jaber Al-Sabah | Primeiro-ministro do Kuwait 2006–2011 | Sucedido por: Jaber Al-Mubarak Al-Hamad Al-Sabah |